# Schiøler Linck
Schiøler Linck ou Valdemar Schiøler Linck (26 de outubro de 1878 – 6 de setembro de 1952), foi um dinamarquês que atuou em filmes e teatros.
Estreou sua carreira teatral no Teatro de Faaborg em 1897 e estreou sua carreira em filmes com Odds 777, seguido de De blaa drenge em 1933.

## Filmografia
- Der var engang (1922)
- Buridan, le héros de la Tour de Nesle (1924)
- Den sørgmuntre barber (1927)
- Sikke tider (1929)
- Sikke en nat (1929)
- Begravelsesherrerne (1931)
- Odds 777 (1932)
- De blaa drenge (1933)
- Så til søs (1933)
- Nyhavn 17 (1933)
- Den ny husassistent (1933)
- Nøddebo Præstegård (1934)
- Sjette trækning (1936)
- Bolettes brudefærd (1938)
- Ballade i Nyhavn (1942)
- Det kære København (1944)
- Far betaler (1946)